# Cisvestismo

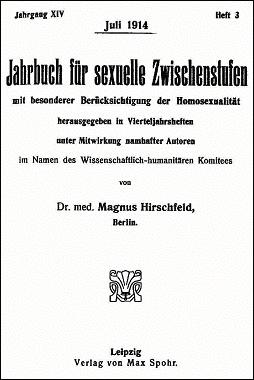
Carátula de uno de los libros de Magnus Hirschfeld.

El cisvetismo o cisvetitismo es una parafilia consistente en el uso de vestidos adecuados al sexo de su usuario, pero no adecuados conforme a la edad, ocupación o estatus del individuo que usa esos vestidos como fetiche.
La palabra Cisvestismo está compuesta del prefijo latino Cis (que significa "del lado de acá" o "de este lado") y el sufijo Vest de Vestio que se usa para denominar la ropa, o vestirse.
La palabra Cis es el opuesto o antónimo de Trans' que en latín significa "al otro lado de" o "a través de".

## Historia
Este término fue inventado por el sexólogo de origen judío Magnus Hirschfeld del cual suponía que ciertos tipos de vestimentas poseían la capacidad de estimular las fantasía sexuales y excitación del fetichista, proveyendo placer al individuo.
En uno de los tomos de su obra Sexualpathologie: ein Lehrbuch für Ärzte und Studierende (Patología sexual: Un libro de texto para doctores y estudiantes) Hirschfeld se refiere al cisvestismo como una variante psíquica del infantilismo psicosexual, como una manera mental del individuo "a modo de niño" lo cual demuestra cierta parentela con grados ligeros de debilidad mental, estos "hombres" según relata Hirschfeld en su libro acompañado de ilustraciones gráficas mostrando a varios individuos vestido "a modo de niño" uno de esos casos, tal vez el más perturbador para el sexólogo, es la de un hombre entrado en edad como de 50 años el cual no puede tener sexo con su esposa a no ser que él se vista de "marinerito" es decir este adulto se viste como un marinero, a la usanza de los niños con gorrito y demás indumentaria de marinero infantil como el camisero de marinero con cuello abierto, aparte de los gestos infantiles, entre otros casos de varones vestidos de diferentes "trajes de niños" con medias de deporte, pantalones cortos y rodillas desnudas, el libro aborda además las maneras de vestir de varios tipos de personajes en la comunidad gay, el libro fue escrito en 1917.

## Definición
Este estilo de vestir al parecer sucede únicamente en "occidente" desde hace mucho tiempo, mientras que en otras culturas de oriente no se observan estos cambios, el cisvestismo como tal es diferente al travestismo, en este un hombre o mujer puede vestir la ropa del sexo opuesto mientras que en el cisvestismo la indumentaria permanece en el mismo género o sexo, pero culturalmente inapropiado por la edad o posición social. Por ejemplo, un adulto, ya sea hombre o mujer, le puede atraer vestirse como una enfermera, o un hombre le atraiga vestirse como un niño de parvulario o un policía, militar o en pañales sin que propiamente dicho tengan esa profesión o condición, por igual esta conducta generalmente está asociada con escenarios sadomasoquistas.
Una de las formas modernas de esta inclinación sexual se encuentra en los arrancones de motocicletas de los famosos leather bars de la comunidad gay, y heterosexual en general.